# フラ・バルトロメオ

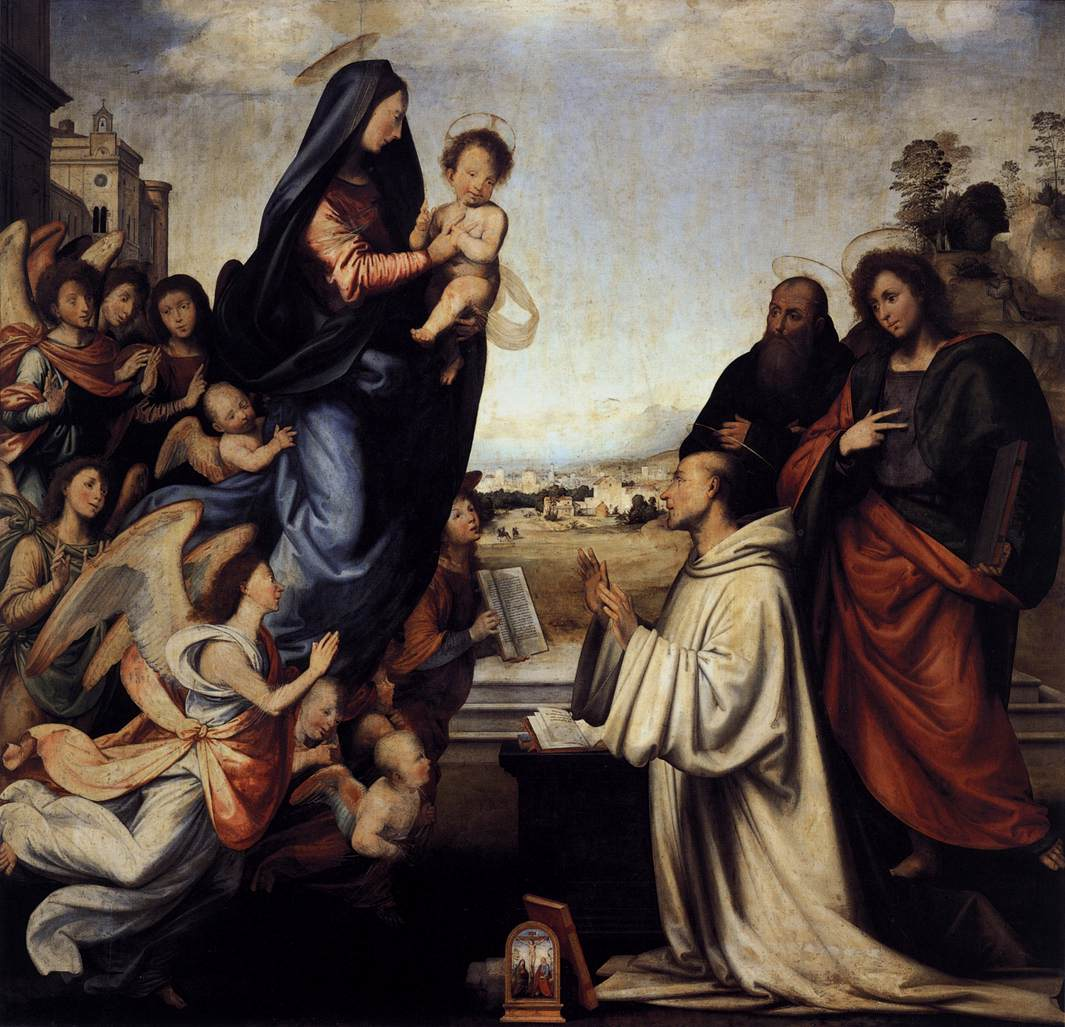
『聖母の聖ベルナルドゥスへの顕現』(1504 - 1507年)　ウフィツィ美術館

フラ・バルトロメオ (Fra Bartolomeo, 1472年3月28日 - 1517年10月31日) は、16世紀初期に活動したイタリア・ルネサンス期のフィレンツェの画家。本名バッチョ・デッラ・ポルタ (Baccio della Porta) 。同時代の巨匠レオナルド・ダ・ヴィンチ、ミケランジェロらの影響を受けつつ、古典的作風の宗教画を残した。

## 生涯

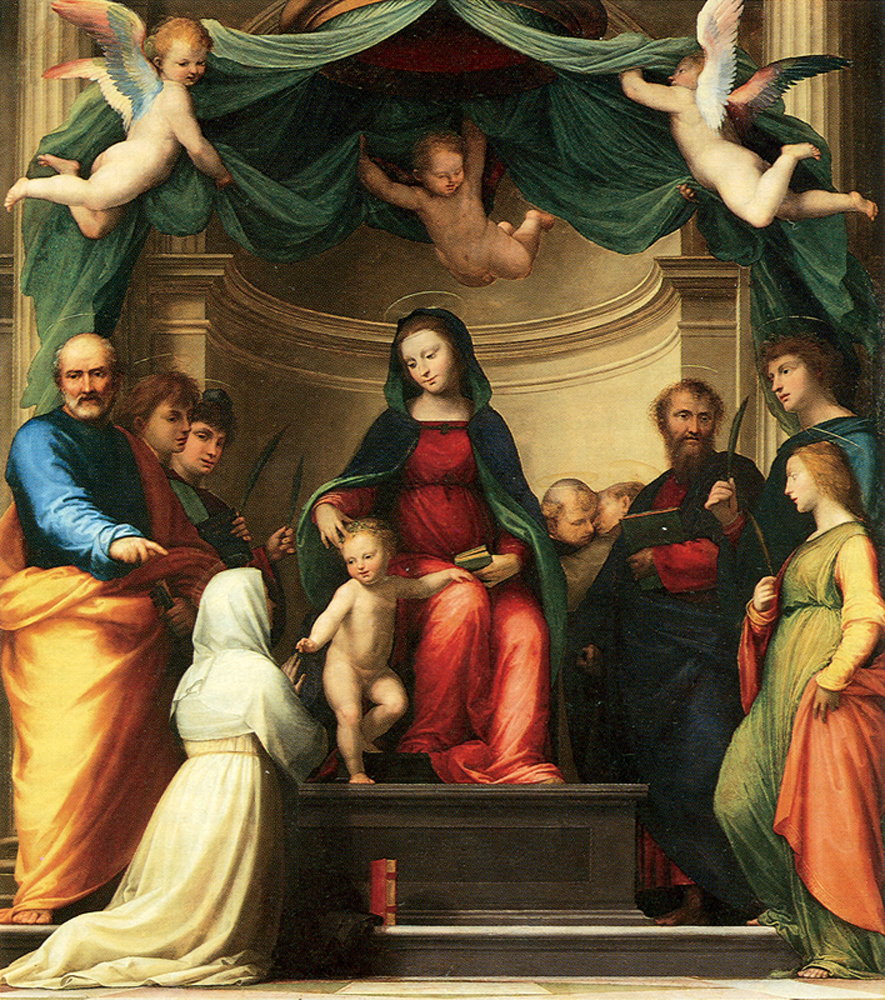
『聖カタリナの神秘の結婚』 (1511年) ルーヴル美術館

フラ・バルトロメオことバッチョ・デッラ・ポルタは、1472年フィレンツェに生まれ、生涯の大部分をその地で過ごした。彼はコジモ・ロッセッリ（1439 - 1507）のもとで修業し、1491年頃には同じくロッセッリのもとで修業したアルベルティネッリと共同で工房を開いた。バッチョはドミニコ会の急進的で過激な指導者サヴォナローラ（1498年に処刑される）の教えに引かれるようになった。サヴォナローラは当時の絵画を贅沢品、堕落したものと考え、絵画は文字を読めない民衆のために聖書の代わりをするべきものだと主張した。1500年、バッチョはドミニコ会修道士としてサン・マルコ修道院に入り、フラ・バルトロメオと称するようになった（フラは修道士を意味する）。彼はそれから数年間は絵筆を執らず、制作を再開したのは1504年、修道院内の工房の代表者となってからである。
絵画制作を再開してまもなく、彼はフィレンツェに拠点を移したラファエロに出会い、交流を結ぶ。バルトロメオは自分より10歳以上年少のラファエロから遠近法の技法を学んだ。一方、ラファエロもバルトロメオから色彩や衣服のひだの描写の面で影響を受けており、ラファエロの画風はバルトロメオとの出会い以降変化しているのが認められる。1500年代の始め、レオナルド・ダ・ヴィンチはミラノから、ミケランジェロはローマから、それぞれフィレンツェに制作拠点を移していたが、バルトロメオはこれら2人の巨匠からも影響を受けた。そのことはこれ以後のバルトロメオの作品の構成、人物や衣服の表現などを初期作品と比較してみれば明らかである。1508年にはヴェネツィアに滞在し、ヴェネツィア派の華麗な色彩表現にも影響を受けた。1514年にはローマに滞在し、ラファエロやミケランジェロを研究している。

## 作風・評価
バルトロメオの描く人物像は全般的に小さく、着衣の人物が多い。このことから彼の力量を低く評価する向きもあるが、彼は福音書記者聖マルコの堂々とした肖像（ピッティ美術館）や、裸体の聖セバスティアヌスの肖像も描いており、前述の画風は必ずしも彼の力量不足を示すものではない。聖セバスティアヌスは多くの矢に貫かれて殉教した姿がしばしば画題とされるが、バルトロメオの描いた聖セバスティアヌス像は聖人の苦悶を生々しく表現していたため、もともと飾られていた女子修道院の礼拝堂から撤去せざるをえなかった。バルトロメオの作品の大部分は祭壇画で、明暗法の駆使、繊細な色彩、衣服のひだの巧みな描写を特色としている。また、バルトロメオは人物のポーズ研究用の、関節が曲がるようにできた人形を用いた最初の画家とされている。

## 主要作
- 『ポルキア』1490-1495年（ウフィツィ美術館）
- 『ミネルヴァ』1490-1495年（ルーヴル美術館）
- 『ジローラモ・サヴォナローラの肖像』1498年頃（サン・マルコ美術館）
- 『最後の審判』1499-1501年（サン・マルコ美術館）アルベルティネッリとの共作。フィレンツェのサンタ･マリア・ヌオーヴァ聖堂の壁画。
- 『聖母の聖ベルナルドゥスへの顕現』1504-1506年（ウフィツィ美術館）フィレンツェのバディア聖堂のために制作。
- 『幼子イエスを礼拝する聖母と聖ヨセフ』1511年以前（ロンドン・ナショナル・ギャラリー）
- 『聖カタリナの神秘の結婚』1511年（ルーヴル美術館）
- 『福音書記者聖マルコ』1514年（ピッティ美術館）
- 『神殿奉献』1516年（美術史美術館、ウィーン）